# Frölunda (stadsdelsnämndsområde)
Frölunda var ett stadsdelsnämndsområde i Göteborgs kommun under åren 1989–2010, vilket den 1 januari 2011 gick upp i stadsdelsnämndsområdet Askim-Frölunda-Högsbo efter att under 2010 varit sammanslaget med stadsdelsnämndsområdet Högsbo.
Frölunda stadsdelsnämndsområde omfattade primärområdena 513 Tofta, 514 Ruddalen, 515 Järnbrott och 517 Frölunda Torg.
Nyckeltalen redovisar statistik som beskriver Göteborg och dess 96 delområden, primärområden, per den 31 december och kan användas för att jämföra de olika områdena. Nedan redovisas uppgifter för primärområdet och jämförelse görs mot uppgifterna för hela kommunen.
|                                     | Frölunda   | Hela Göteborg |
| ----------------------------------- | ---------- | ------------- |
| Folkmängd                           | 12 992     | 500 181       |
| Andel födda i utlandet              | 25,6 %     | 21,4 %        |
| Medelinkomst                        | 185 700 kr | 235 100 kr    |
| Andel familjer med försörjningsstöd | 8,5 %      | 6,3 %         |
| Arbetslöshet                        | 3,6 %      | 3,0 %         |
| Andel bostäder byggda 1971–1980     | 0,1 %      |               |
| Andel bostäder i allmännyttan       | 60,6 %     | 27,7 %        |

| Befolkningsutvecklingen i stadsdelsnämndsområdet 1990–2008 | Befolkningsutvecklingen i stadsdelsnämndsområdet 1990–2008 | Befolkningsutvecklingen i stadsdelsnämndsområdet 1990–2008 | Befolkningsutvecklingen i stadsdelsnämndsområdet 1990–2008 | Befolkningsutvecklingen i stadsdelsnämndsområdet 1990–2008 |
| ---------------------------------------------------------- | ---------------------------------------------------------- | ---------------------------------------------------------- | ---------------------------------------------------------- | ---------------------------------------------------------- |
|                                                            |                                                            |                                                            |                                                            |                                                            |
| År                                                         |                                                            |                                                            | Invånare                                                   |                                                            |
| 1990                                                       | 1990                                                       |                                                            | 12 250                                                     | 12 250                                                     |
| 1995                                                       | 1995                                                       |                                                            | 12 413                                                     | 12 413                                                     |
| 2000                                                       | 2000                                                       |                                                            | 12 313                                                     | 12 313                                                     |
| 2005                                                       | 2005                                                       |                                                            | 12 804                                                     | 12 804                                                     |
| 2006                                                       | 2006                                                       |                                                            | 12 858                                                     | 12 858                                                     |
| 2007                                                       | 2007                                                       |                                                            | 12 937                                                     | 12 937                                                     |
| 2008                                                       | 2008                                                       |                                                            | 12 992                                                     | 12 992                                                     |
| Källa: Statistisk Årsbok Göteborg 2010                     |                                                            |                                                            |                                                            |                                                            |